# Gran Premi d'Itàlia del 1953
Resultats del Gran Premi d'Itàlia de Fórmula 1 de la temporada 1953 disputat al circuit de Monza el 13 de setembre del 1953.

## Resultats
| Pos   | No | Pilot                 | Equip                   | Voltes | Temps/ Retirada          | Pos. de sortida | Punts |
| ----- | -- | --------------------- | ----------------------- | ------ | ------------------------ | --------------- | ----- |
| 1     | 50 | Juan Manuel Fangio    | Maserati                | 80     | 2h 49' 45. 9             | 2               | 9     |
| 2     | 6  | Nino Farina           | Ferrari                 | 80     | + 1.4 s                  | 3               | 6     |
| 3     | 2  | Luigi Villoresi       | Ferrari                 | 79     | + 1 Volta                | 5               | 4     |
| 4     | 8  | Mike Hawthorn         | Ferrari                 | 79     | + 1 Volta                | 6               | 3     |
| 5     | 36 | Maurice Trintignant   | Gordini                 | 79     | + 1 Volta                | 8               | 2     |
| 6     | 40 | Roberto Mieres        | Gordini                 | 77     | + 3 Voltes               | 16              |       |
| 7     | 56 | Sergio Mantovani      | Maserati                | 76     | + 4 Voltes               | 12              |       |
| Comp. | 56 | Luigi Musso           | Maserati                |        |                          |                 |       |
| 8     | 10 | Umberto Maglioli      | Ferrari                 | 75     | + 5 Voltes               | 11              |       |
| 9     | 38 | Harry Schell          | Gordini                 | 75     | + 5 Voltes               | 15              |       |
| 10    | 32 | Louis Chiron          | O.S.C.A.                | 72     | + 8 Voltes               | 25              |       |
| 11    | 44 | Prince Bira           | Maserati                | 72     | + 8 Voltes               | 23              |       |
| 12    | 46 | Alan Brown            | Cooper - Bristol        | 70     | + 10 Voltes              | 24              |       |
| 13    | 28 | Stirling Moss         | Cooper - Alta           | 70     | + 10 Voltes              | 10              |       |
| 14    | 48 | Hans Von Stuck        | AFM - Bristol           | 67     | + 13 Voltes              | 29              |       |
| 15    | 16 | Yves Giraud Cabantous | HWM - Alta              | 67     | + 13 Voltes              | 28              |       |
| 16    | 64 | Louis Rosier          | Ferrari                 | 65     | + 15 Voltes              | 17              |       |
| Ret   | 4  | Alberto Ascari        | Ferrari                 | 79     | Accident                 | 1               |       |
| Ret   | 52 | Felice Bonetto        | Maserati                | 77     | Sense combustible        | 7               |       |
| Ret   | 54 | Onofre Marimon        | Maserati                | 75     | Accident                 | 4               |       |
| Ret   | 58 | Toulo de Graffenried  | Maserati                | 70     | Motor                    | 9               |       |
| NC    | 20 | Jack Fairman          | Connaught - Lea-Francis | 61     | No Classificat           | 22              |       |
| NC    | 30 | Ken Wharton           | Cooper - Bristol        | 57     | No Classificat           | 19              |       |
| NC    | 24 | Kenneth McAlpine      | Connaught - Lea-Francis | 56     | No Classificat           | 18              |       |
| Ret   | 12 | Piero Carini          | Ferrari                 | 40     | Motor                    | 20              |       |
| Ret   | 22 | Roy Salvadori         | Connaught - Lea-Francis | 33     | Accelerador              | 14              |       |
| Ret   | 2  | Chico Landi           | Maserati                | 18     | Motor                    | 21              |       |
| Ret   | 34 | Elie Bayol            | O.S.C.A.                | 17     | Motor                    | 13              |       |
| Ret   | 18 | John Fitch            | HWM - Alta              | 14     | Motor                    | 26              |       |
| Ret   | 26 | Johnny Claes          | Connaught - Lea-Francis | 7      | Prob. amb el combustible | 30              |       |
| Ret   | 14 | Lance Macklin         | HWM - Alta              | 6      | Motor                    | 27              |       |

## Altres
- Pole: Alberto Ascari 2' 02. 7
- Volta ràpida: Juan Manuel Fangio 2' 04. 5 (a la volta 39)
- Cotxe compartit:
  - Cotxe Nº56: Sergio Mantovani (38 Voltes) i Luigi Musso (38 Voltes).